# Ecuadornachtschwalbe
Die Ecuadornachtschwalbe oder Equador-Nachtschwalbe (Nyctidromus anthonyi, Syn.: Caprimulgus anthonyi und Setopagis anthonyi) ist eine Vogelart aus der Familie der Nachtschwalben (Caprimulgidae).
Die lateinische Namensgebung bezieht sich auf Harold Elmer Anthony.
Sie wurde früher als konspezifisch mit der Zwergnachtschwalbe und der Guajiranachtschwalbe angesehen, unterscheidet sich jedoch deutlich in Stimme und Gefieder.
Sie kommt im Westen Ecuadors und im Nordwesten Perus vor.
Ihr Verbreitungsgebiet umfasst subtropische oder tropische trockene Buschsteppe mit einzelnen Bäumen, trockenes offenes Grasland und Waldränder bis 900 m.

## Beschreibung

Verbreitungsgebiet (grün) der Ecuadornachtschwalbe

Die Ecuadornachtschwalbe ist 18–21 cm groß, das Männchen wiegt 32 bis 39 g, das Weibchen 31 bis 42 g. Die Oberseite ist graubraun, gelbbraun gefleckt und schwarzbraun gestreift mit breitem Scheitel, rotbraunen Ohrdecken und gelbbraunen Flecken auf den Flügeldecken. Beide Geschlechter haben weiße Flügelbänder sowie weiße, im Fluge sichtbare Schwanzfedern.
Die Art kann mit der Breitspiegel-Nachtschwalbe und dem Pauraque verwechselt werden, ist jedoch größer und dunkler als die erste und hat einen kürzeren Schwanz und eine weiße Kelche gegenüber dem letzteren.

## Stimme
Der Ruf des Männchens wird als kurzes, wiederholtes Pfeifen wheeeeo or t-wheeeeo.. beschrieben.

## Lebensweise
Die Nahrung besteht aus Nachtfaltern, Heuschrecken und Käfern, die niedrig über dem Bewuchs jagend erbeutet werden.
Die Brutzeit beginnt mit der Regenzeit.

## Gefährdungssituation
Die Ecuadornachtschwalbe gilt als „nicht gefährdet“ (least concern).